# عشق و عفت
عشق و عفت نام یک کتاب ادبی است که توسط شاتو بریان، نویسندهٔ اهل فرانسه نوشته شده‌است. در سال ۱۳۲۴ این کتاب از فرانسوی به فارسی توسط محمد حسین فروغی ملقب به ذکاالمللک اول ترجمه و به دستور ناصرالدین شاه چنانچه در دیباچه کتاب آمده‌است به کتابت نستعلیق در سال ۱۳۲۹ قمری نگاشته و به عبدالحسین خان سرباز میرپنج فرماندهٔ لشکر آذربایجان تقدیم شده‌است.